# همرکس
همرکس (به انگلیسی: Hammerax) یک تولیدکننده سازهای کوبه‌ای و سنج آمریکایی است که در سال ۲۰۰۶ توسط مهندس صدا، جان استنارد (John Stannard) راه اندازی شد. همرکس به خاطر خلاقیت‌های کوبه‌ای منحصر به فرد و طراحی‌های سازهای غیرمعمول خود شناخته شده است، که نظرات متفاوتی از مشتریان دریافت کرده است.
از کاربران قابل توجه سنج‌های همرکس می‌توان به دنی کری از گروه تول اشاره کرد.